# Story Untold
Albums de Miz
Say It's Forever
(2004) Dreams
(2005)
Singles
Story Untold est le premier album anglais solo de Miz, sorti sous le label Victor Entertainment le 22 septembre 2004 en Suède.

## Présentation
L'album n'arrive pas dans le top 60 en Suède. L'édition limitée contient en plus l'album Say It's Forever.

## Liste des titres
| 1.  | Amazing                             |  |
| 2.  | Story Untold                        |  |
| 3.  | Backseat Baby                       |  |
| 4.  | You Can Do Anything (Ordinary Girl) |  |
| 5.  | She's A Freak                       |  |
| 6.  | Not You                             |  |
| 7.  | Waiting                             |  |
| 8.  | Strong                              |  |
| 9.  | Dreams                              |  |
| 10. | Can't Hold Back My Tears            |  |